# Marokko-Meerbrasse
Die Marokko-Meerbrasse (Dentex maroccanus, Syn.: D. parvulus Capello, 1867, Diagramma maroccanus Pellegrin, 1913) ist ein Meeresfisch aus der Familie der Meerbrassen (Sparidae). Die Fische leben im östlichen Atlantik vom Golf von Biskaya (gelegentlich auch weiter nördlich) bis zum Golf von Guinea (möglicherweise auch weiter südlich) einschließlich des südwestlichen Mittelmeeres. Selten werden auch Fänge nördlich des Ärmelkanals gemacht, einer wurde aus der dänischen Beltsee gemeldet.

## Merkmale
Die Marokko-Meerbrasse erreicht eine Maximallänge von 45 Zentimeter, eine Durchschnittslänge von 25 Zentimeter und wird mit etwa 10 Zentimeter Länge geschlechtsreif. Ihr Körper ist hochrückig, seitlich abgeflacht, rosig gefärbt mit einem silbrigen Schimmer und ohne Längs- oder Querstreifen. Ein kleiner schwarzer Fleck befindet sich am oberen Brustflossenansatz. Die durchgehende Rückenflosse wird von 12 Hartstrahlen und 10 bis 11 Weichstrahlen gestützt. Die kurze Afterflosse besitzt drei Stachelstrahlen und 8 bis 9 Weichstrahlen. Die Schnauze ist kürzer als der Augendurchmesser. Die Kiefer sind mit mehreren Reihen konischer Zähne besetzt, von denen die äußersten die kräftigste Bezahnung aufweisen mit 4 bis 6 gut entwickelten vorderen Fangzähnen in Ober- und Unterkiefer. Bei geschlossenem Maul sind die oberen Fangzähne sichtbar. Der erste Kiemenbogen hat 7 bis 9 Kiemenrechen im oberen Abschnitt und 9 bis 12 im unteren. Die Schuppenzahl entlang der Seitenlinie liegt bei 46 bis 51.

## Lebensweise
Die Marokko-Meerbrasse lebt in Tiefen von 20 bis zu 500 Metern (im Mittelmeer nur bis in Tiefen von 250 Metern) über verschiedenen Meeresböden, bevorzugt aber Geröll- oder Schotterböden. Sie frisst vor allem Krebs- und Weichtiere. Wie viele Meerbrassen ist sie ein protogyner Hermaphrodit, d. h., dass zuerst die weiblichen Geschlechtsorgane reifen und dann die männlichen.